# Mont Ventoux
Mont Ventoux este o arie protejată (sit de importanță comunitară — SCI) din Franța întinsă pe o suprafață de 3.134 ha, integral pe uscat.

## Localizare
Centrul sitului Mont Ventoux este situat la coordonatele 44°10′18″N 5°17′32″E / 44.17167°N 5.29222°E.

## Înființare
Situl Mont Ventoux a fost declarat arie specială de conservare în baza directivei 92/43 din 1992 referitoare la conservarea habitatelor naturale și a faunei și florei sălbatice pentru a proteja 2 specii de plante și 13 specii de animale.

## Biodiversitate
Situată în ecoregiunea mediteraneană, aria protejată conține 16 habitate naturale: Formațiuni stabile xerotermofile de Buxus sempervirens pe pante stâncoase (Berberidion p.p.), Pajiști alpine și boreale, Pante stâncoase calcaroase cu vegetație casmofită, Pajiști carstice calcaroase sau bazofile, de Alysso-Sedion albi, Păduri de fag din Europa Centrală dezvoltate pe sol calcaros cu Cephalanthero-Fagion, Păduri montane și subalpine de Pinus uncinata (* dezvoltate pe substrat gipsos sau calcaros), Peșteri inaccesibile publicului, Pajiști alpine și subalpine calcaroase, Pajiști uscate seminaturale și facies de acoperire cu tufișuri pe substraturi calcaroase (Festuco-Brometalia) (* situri importante pentru orhidee), Grohotișuri calcaroase și de șisturi calcaroase de la nivelul montan până la nivelul alpin (Thlaspietea rotundifolii), Grohotișuri termofile și vest-mediteraneene, Păduri mediteraneene de Taxus baccata, Lande oro-mediteraneene cu formațiuni endemice de grozamă, Matorral arborescenți cu Juniperus spp., Lespezi calcaroase, Păduri de Quercus ilex și Quercus rotundifolia.
La baza desemnării sitului se află mai multe specii protejate:
- plante (2): Aquilegia bertolonii, Buxbaumia viridis
- mamifere (8): liliac cârn (Barbastella barbastellus), liliac cu aripi lungi (Miniopterus schreibersii), liliac cu urechi mari (Myotis bechsteinii), liliac cu urechi de șoarece (Myotis blythii), liliac cărămiziu (Myotis emarginatus), liliac comun (Myotis myotis), liliacul mare cu potcoavă (Rhinolophus ferrumequinum), liliacul mic cu potcoavă (Rhinolophus hipposideros)
- nevertebrate (4): croitorul mare al stejarului (Cerambyx cerdo), Euplagia quadripunctaria, rădașcă (Lucanus cervus), Rosalia alpina
- reptile (1): Vipera ursinii

Pe lângă speciile protejate, pe teritoriul sitului au mai fost identificate 1 specie de păsări, 1 specie de amfibieni, 9 specii de mamifere, 2 specii de nevertebrate, 5 specii de reptile.